# Инголс Парк (Илиноис)
Инголс Парк (енгл. Ingalls Park) насељено је место без административног статуса у америчкој савезној држави Илиноис.

## Демографија
По попису из 2010. године број становника је 3.314, што је 232 (7,5%) становника више него 2000. године.
| Група             | 2000.         | 2010.         |
| Белци             | 2.516 (81,6%) | 1.914 (57,8%) |
| Афроамериканци    | 91 (3,0%)     | 253 (7,6%)    |
| Азијати           | 9 (0,3%)      | 17 (0,5%)     |
| Хиспаноамериканци | 398 (12,9%)   | 1.076 (32,5%) |
| Укупно            | 3.082         | 3.314         |